# Abdur Rahman Biswas
Abdur Rahman Biswas (1er septembre 1926 - 3 novembre 2017) était un homme politique bangladais. Il a été président du Bangladesh de 1991 à 1996. Biswas a représenté le Pakistan à l'Assemblée générale des Nations unies avant l'indépendance du Bangladesh.

## Jeunesse
Biswas est né dans le village de Shaistabad, dans le district de Barisal. Il a fait ses études à l'université de Dacca, où il a obtenu un BA avec mention et un MA en histoire et un diplôme en droit. Dans le cadre de ses fonctions publiques, il a présidé une banque coopérative locale et parrainé des initiatives éducatives. Il a rejoint la profession d'avocat dans les années 1950. Il a été élu président de l'association du barreau de Barisal à deux reprises dans les années 1970 et a travaillé comme avocat à la Cour suprême.

## Carrière politique
Biswas a commencé sa carrière politique lorsqu'il a rejoint la Ligue musulmane sous le régime d'Ayub Khan. Il a été élu comme représentant à l'Assemblée législative du Pakistan oriental en 1962 et 1965. En 1967, il a représenté le Pakistan à l'Assemblée générale des Nations unies. Il devient président de la municipalité de Barisal en 1977. Il est devenu membre du Parlement lors des élections générales de 1979 au Bangladesh. Il a été ministre des textiles et du jute dans le cabinet du président Ziaur Rahman, puis ministre de la santé sous le président Abdus Sattar. Il a été vice-président du Parti nationaliste du Bangladesh. Il a été élu membre du Parlement lors des élections de 1991 et a été choisi peu après comme président du Parlement. Il est devenu le 16e président du Bangladesh le 10 septembre 1991 de la même année,,.

## Président du Bangladesh
Pendant la majeure partie de son mandat de président, Biswas a passé son temps à lire et à rencontrer des dignitaires, notamment le physicien lauréat du prix Nobel Abdus Salam, le premier ministre du Pakistan, Nawaz Sharif, le premier ministre du Népal, Jigme Singye Wangchuck, le roi du Bhoutan et le premier ministre malaisien Mahathir Mohamad. À la tête du gouvernement intérimaire du Bangladesh, il a toutefois dû faire face aux défis posés par l'armée et l'instabilité politique du pays,.

### Élections de février 1996
À partir du milieu de l'année 1994, les affrontements entre le Bangladesh Jatiotabadi Chatra Dal (en), soutenu par le BNP, et la Chhatra League, soutenu par la Ligue Awami, ont conduit à une violence croissante sous la forme d'attentats à la bombe et d'incendies criminels contre les bureaux des partis, les bureaux des journaux et les bâtiments gouvernementaux. Dans ce contexte de violence, l'opposition, menée par Sheikh Hasina de la Ligue Awami, s'est engagée à boycotter les élections nationales prévues pour le 15 février 1996. Lorsque le BNP de Khaleda Zia a été réélu pour le second mandat lors de cette élection, il a été boycotté et dénoncé par les trois principaux partis d'opposition. Le 26 mars, face à une opposition croissante, le Parlement nouvellement élu a adopté le projet de loi sur le treizième amendement constitutionnel, ouvrant la voie à la nomination d'un gouvernement intérimaire.

### Élections de juin 1996
Le 28 mars 1996, Biswas a signé la loi sur le gouvernement intérimaire, ce qui a été salué par les organisations de défense des droits de l'homme. En conséquence, Biswas a dissous le corps législatif nouvellement élu et, alors que Khaleda Zia se retirait, l'ancien juge en chef Muhammad Habibur Rahman a été nommé conseiller principal à la tête d'un gouvernement intérimaire qui s'apprêtait à présider de nouvelles élections nationales le 12 juin 1996.

### Coup d'État de 1996
Le 19 mai 1996, Biswas, à la tête d'un gouvernement intérimaire, a ordonné au chef de l'armée, le lieutenant-général Abu Saleh Mohammad Nasim, de forcer la retraite du major-général Morshed Khan, commandant du cantonnement de Bogra, et du brigadier Miron Hamidur Rahman, chef adjoint des paramilitaires Bangladesh Rifles (en),. Les deux officiers avaient publié des déclarations exprimant leur mécontentement à l'égard de la situation du pays. Le président pensait qu'ils étaient impliqués dans des activités politiques avec des partis d'opposition. Nasim a refusé d'obtempérer. Le lendemain, Biswas le licencie et envoie des soldats contrôler les stations de radio et de télévision publiques. Ce jour-là, à midi, Nasim a ordonné aux soldats des divisions de Bogra, Jessore et Mymensingh de marcher vers Dacca. Le major général Imamuzzaman Chowdhury de la neuvième division d'infanterie, qui commandait la division située le plus proche de Dacca, est resté fidèle au président. Il ordonna le retrait de tous les bateaux et ferries de la rivière Jamuna dans le port d'Aricha, afin que les divisions Bogra et Jessore ne puissent pas traverser la rivière.
Biswas a envoyé un contingent de troupes avec des chars pour bloquer l'autoroute Dacca-Mymensingh. Cela a empêché l'armée de la division Mymensingh d'entrer dans Dacca. Pendant ce temps, le major général Mohammad Anwar Hossain, officier général commandant la 33e division d'infanterie située à Comilla, est également venu en aide au président. Il a mobilisé la 101e brigade d'infanterie entièrement équipée, sous le commandement du brigadier Shah Ikram (futur général de division) à Dacca pour fortifier Bangabhaban, le palais présidentiel. La 33e division est déployée, avec un bataillon d'infanterie et une compagnie de chars du 7e bataillon blindé à cheval sur l'autoroute Dacca-Chittagong, pour créer un blocus contre la 24e division d'infanterie située à Chittagong. Le gouvernement a diffusé des annonces demandant à tous les soldats de rester dans leur propre cantonnement. Après quelques heures, les soldats de la division Mymensingh sont retournés dans leurs casernes. La division Chittagong n'a jamais été mobilisée vers Dacca. L'officier général commandant la division Chittagong a compris que le coup d'Etat militaire avait très peu de chances de réussir. Cette nuit-là, Nasim a été interviewé par la BBC et, à propos des mouvements de troupes, il a déclaré qu'en tant que chef des armées, il pouvait déplacer les troupes quand il le voulait. Nasim a été arrêté par le commandant de la 14e brigade indépendante du génie et placé en résidence surveillée dans le mess de l'armée, derrière la bibliothèque centrale de l'armée, dans le cantonnment de Dacca. Plus tard, le gouvernement de la Ligue Awami, qui a été élu au pouvoir en 1996, lui a accordé une retraite officielle. Biswas se souviendra plus tard de ces événements comme de son « expérience la plus mémorable ». Il a quitté ses fonctions de président le 9 octobre 1996 et Shahabuddin Ahmed lui a succédé.

## Vie privée
Biswas était marié à Hosne Ara Rahman, une cousine de l'homme politique Rashed Khan Menon,. Ensemble, ils ont eu cinq fils, Monu Biswas, Ehteshamul Haque Nasim , Shamsuddoza Kamal Biswas, Jamilur Rahman Shibli Biswas et Muidur Rahman Romel Biswas, et deux filles, Akhi Biswas et Rakhi Biswas,,.
Après la fin de sa présidence, Biswas se retire définitivement de la politique. En 2006, pendant le déroulement de la crise, la maison de Biswas à Barisal a été incendiée par des militants de la Ligue Awami.
Biswas est décédé le 3 novembre 2017 à l'hôpital United, à Dacca, des suites de problèmes respiratoires, à l'âge de 91 ans,. Il a été enterré au cimetière de Banani le 4 novembre.